# Columna de Júpiter

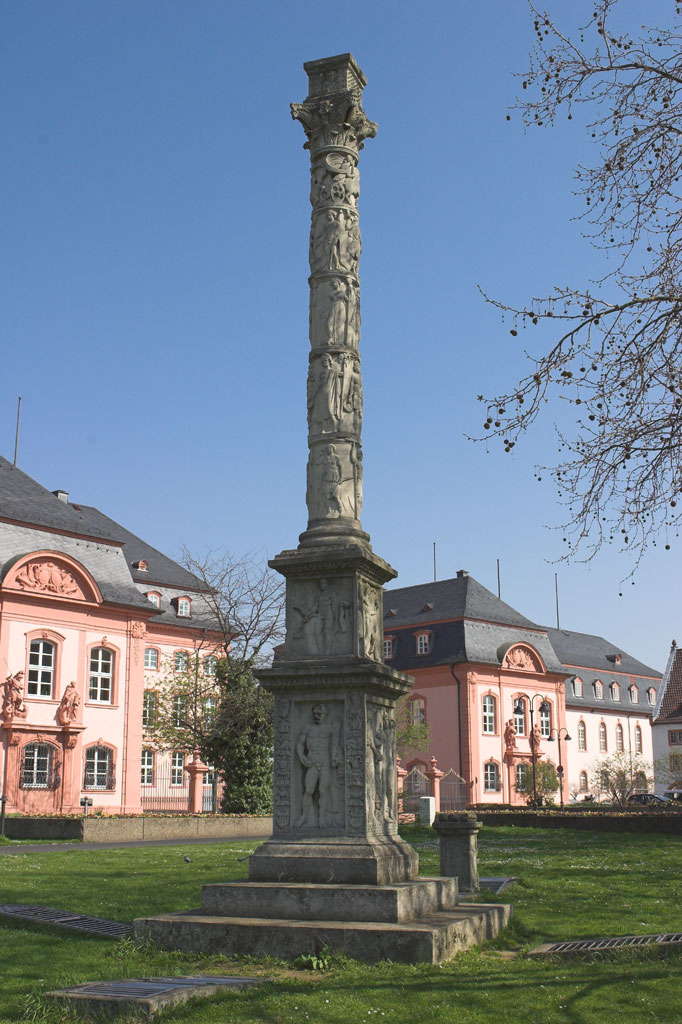
Reconstrucció de l'original, hui en un museu, enfront del Parlament de Magúncia

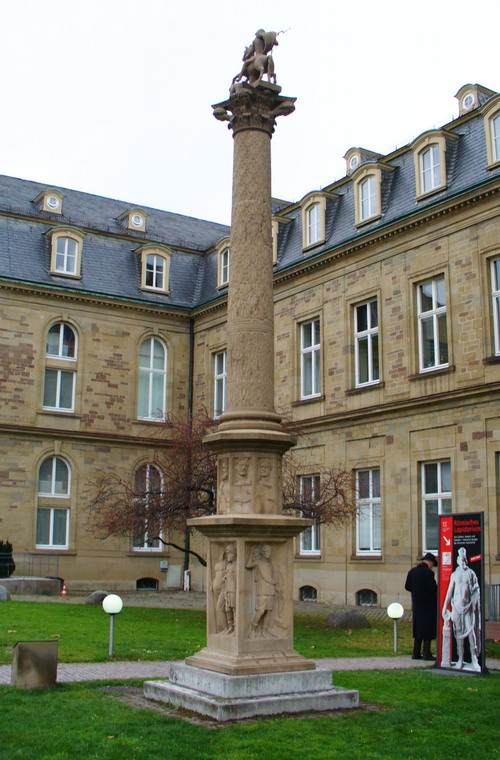
Reconstrucció de la columna de Hausen an der Zaber al nou castell de Stuttgart

Una columna de Júpiter (en alemany Jupitergigantensäule o simplement Jupitersäule) és un monument arqueològic erigit en la Magna Germania en temps de l'Imperi romà. Tals pilars expressen les creences religioses del seu temps. S'erigiren entre els s. II i III, sobretot a la rodalia d'assentaments o viles romanes de les províncies germanes. També se'n donaren alguns exemples a la Gàl·lia i Britànnia. Aquests monuments no s'encerclaven amb murs ni tanques, anaven acompanyats d'un altar.
La base estava constituïda per una viergötterstein (literalment 'quatre pedres del déu'), com es feia normalment per a altres déus. Aquesta suportava un wochengötterstein, és a dir, una personificació dels set dies de la setmana. La columna es coronava amb una estàtua de Júpiter, normalment a cavall i lluitant contra gegants o serps. En alguns casos, com a Walheim, el capitell era decorat amb quatre caps que interpretaven les fases del dia (matí, migdia, vesprada i nit). En total, tota la columna solia fer 4 m, i n'hi havia excepcions com la de Magúncia, de 9 m d'alçada.
Les columnes de la Germania Superior normalment representaven Júpiter amb un gegant; a aquest tipus des li coneix com Jupitergigantensäulen, literalment 'columnes de Júpiter gegant'. Al seu torn, a la Germania Inferior hi sol aparèixer Júpiter només, en aquest cas se li denomina Jupitersäulen: 'columnes de Júpiter'.
Molt pocs exemples se n'han conservat intactes; són coneguts per les troballes arqueològiques o per usos posteriors com espolis en esglésies cristianes. Recentment algunes de les antigues columnes de Júpiter s'han reconstruït i col·locat als llocs que antigament ocuparen o a prop. Alguns exemples en són els de Landenburg, Orbernburg, Benningen, Sinsheim, Stuttgart, Magúncia o Saalburg.
Segons l'historiador Greg Woolf, aquests monuments recordaven la victòria de Júpiter sobre les forces del Caos, quan el déu s'erigí sobre les altres divinitats i la humanitat, encara que unit a tots elles.